# Napf
Le Napf est un sommet de Suisse situé à l'est du canton de Berne, très près de la limite avec le canton de Lucerne. Celui-ci culmine à 1 406 m d'altitude. Sur son sommet, une station météorologique automatique de MétéoSuisse a été installée.